# Кхмерский национализм
Кхмерский национализм (камбоджийский национализм) — политическая идеология, разновидность национализма, основным понятием которой является кхмерская нация.

Флаг Камбоджи

## Возникновение

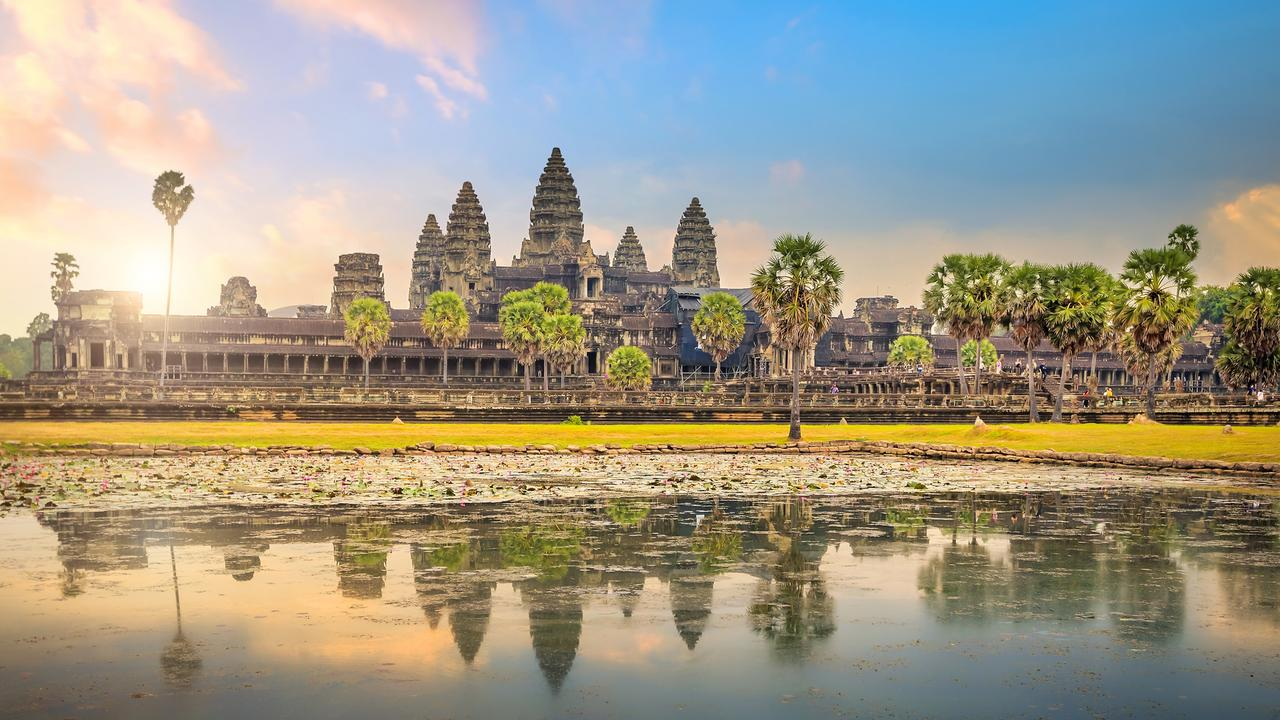
Храм Ангкор-Ват, символ Камбоджи, а также символ кхмерской национальной идентичности.

В отличие от Вьетнама, кхмерский национализм во время французского правления Индокитаем слабо проявлял себя. Это обусловлено малограмотностью камбоджийского общества тех времён, что предотвращало любые националистические движения. Но националистические идеи взыскали свою популярность среди камбоджийской элиты, которая получила образование во Франции. Западные идеи демократии и самоуправления, а также французская реставрация исторических мест, таких как Ангкор-Ват, вызвали среди представителей элиты чувство гордости за свою страну и осознания некогда могущественного статуса Камбоджи в прошлом. Среди камбоджийских студентов также росло недовольство тем, что вьетнамское меньшинство имеет более привилегированный статус. В 1936 году Сон Нгок Тхань и Пак Чойн стали издавать газету «Нагараватту». Газета пропагандировала антиколониальные, а порой и антивьетнамские тезисы. В 1940 году стали появляться незначительные движения за независимость, вроде «Кхмер Иссарак», созданные камбоджийцами в Таиланде, которые опасались, что их действия привели бы к наказанию, если бы они действовали на своей родине.

## Кхмерский национализм и буддизм
Буддистская религия сыграла немаловажную роль в развитии кхмерского национализма. Именно буддизм внёс особый вклад в создании суверенного камбоджийского государства.
Французские колониалисты стремились разрушить культурную приверженность кхмеров к сиамскому Тхеравада, уделяя внимание на изучение кхмерского языка и кхмерского буддизма. Создавалось множество палийских школ, чтобы удержать камбоджийских монахов от поездок в Сиам ради получения высшего образования. Эти центры изучения кхмерского языка стали местом зарождения камбоджийского национализма.

## Красные кхмеры

Флаг Демократической Кампучии

В идеологии красных кхмеров прослеживались различного рода националистические аспекты (что противоречило их основной идеологии — марксизму). Лидеры Красных кхмеров мечтали возродить империю Ангка, которая существовала около тысячи лет назад и контролировала многие тайские и вьетнамские территории.
Сразу после победы красных кхмеров в 1975 году стали происходить стычки между их войсками и вьетнамскими. Множество инцидентов произошло в мае 1975 года. Камбоджийцы атаковали вьетнамский остров Тхоту, в результате чего погибло более 500 мирных жителей. В конце мая, примерно в то же время, когда после инцидента в Маягуэсе США нанесли авиаудар по нефтеперерабатывающему заводу в Кампонгсоам, вьетнамские войска захватили камбоджийский остров Поуло Вай. По данным Республики Вьетнам, Поуло Вай входил в состав Вьетнама с XVIII века, а с 1939 года остров находился под административным управлением Камбоджи в соответствии с решениями французских колонистов. Вьетнам признал Поуло Вай частью Камбоджи в 1976 году, и это признание рассматривается как знак доброй воли Вьетнама по сохранению своих отношений с Камбоджей.
В следующем месяце Пол Пот, Нуон Чеа и Иенг Сари в мае тайно отправились в Ханой, где предложили заключить договор о дружбе между двумя странами. В краткосрочной перспективе это ослабило напряженность. Хотя в августе вьетнамцы вернули Поуло Вай, инциденты вдоль северо-восточной границы Камбоджи продолжались. По приказу режима красных кхмеров тысячи вьетнамцев также были изгнаны из Камбоджи.
В мае представители Камбоджи и Вьетнама встретились в Пномпене, чтобы создать комиссию по разрешению пограничных разногласий. Вьетнамцы отказались признать линию Бревье — демаркационную линию морских границ между двумя странами в колониальную эпоху — и переговоры сорвались.
В 1977 году ситуация резко ухудшилась. Инциденты обострились вдоль всех границ Демократической Кампучии. Силы красных кхмеров атаковали деревни в приграничных районах Таиланда недалеко от Араньяпратхета. Жестокие убийства жителей тайских деревень, в том числе женщин и детей, стали первым широко известным конкретным свидетельством зверств красных кхмеров. Были также инциденты на границе с Лаосом.
Примерно в то же время деревни в приграничных районах Вьетнама подверглись новым нападениям. В ответ на рейды красных кхмеров Вьетнам нанес авиаудары по Камбодже. С 18 по 30 апреля 1978 года камбоджийские войска после вторжения во вьетнамскую провинцию Анзянг устроили резню в Батюке, в результате которой погибло 3157 мирных жителей. В сентябре пограничные бои привели к гибели около 1000 вьетнамских мирных жителей. В следующем месяце вьетнамцы контратаковали в ходе кампании, в которой участвовали силы численностью 20 000 человек.
Однако министр обороны Вьетнама генерал Во Нгуен Зиап недооценил упорство красных кхмеров и был вынужден в декабре выделить дополнительно 58 000 подкреплений. 6 января 1978 года силы Зиапа начали организованный вывод войск с территории Камбоджи. Вьетнамцы, видимо, полагали, что «преподали урок» камбоджийцам, но Пол Пот провозгласил это «победой», даже большей, чем победа 17 апреля 1975 года. В течение нескольких лет вьетнамское правительство тщетно стремилось установить мирные отношения с Демократической Кампучией. Но её лидеры, судя по всему, были настроены на войну. Полагалось, что Китай поддержит красных кхмеров в военном отношении в предполагаемом конфликте.
Столкнувшись с растущей воинственностью красных кхмеров, вьетнамское руководство в начале 1978 года решило поддержать внутреннее сопротивление режиму Пол Пота, в результате чего Восточная зона стала очагом восстания. Военная истерия достигла причудливого уровня в Демократической Кампучии. В мае 1978 года, накануне восстания Со Пхима в восточной зоне, Радио Пномпеня заявило, что если каждый камбоджийский солдат убьет тридцать вьетнамцев, то для уничтожения всего вьетнамского населения в 50 миллионов понадобится всего 2 миллиона солдат. Похоже, что руководство Пномпеня было охвачено огромными территориальными амбициями, то есть вернуть Кампучию Кром, регион дельты Меконга, который они считали исконно кхмерской территорией.
Массовые убийства этнических вьетнамцев и их сторонников со стороны красных кхмеров усилились в Восточной зоне после майского восстания. В ноябре Ворн Вет возглавил неудачный государственный переворот. На территории Вьетнама находились десятки тысяч камбоджийских и вьетнамских изгнанников.

## Современность
В современности кхмерский национализм уже не пользуется такой популярностью, только лишь среди постполпотовских организаций. Единственное, можно выделить движение «молодых монахов» — организации младших представителей камбоджийского духовенства националистической направленности.